# Adelaide Oval
Adelaide Oval è un impianto sportivo multifunzione di Adelaide, capitale dell'Australia Meridionale.
Attivo dal 1871, è principalmente utilizzato per gare di cricket e di football australiano, ma ospita anche saltuariamente incontri di calcio, rugby a XIII e a XV.
Lo stadio è di proprietà del governo dell'Australia Meridionale ed è gestito dal 2009 da Adelaide Oval Stadium Management Authority, un consorzio senza scopo di lucro posseduto paritariamente dalle federazioni sud-australiane di cricket (disciplina per le cui categorie massime Test e One Day International è omologato) e di football australiano; vanta una capacità di più di 53000 spettatori e, in ambito internazionale, ha ospitato gare di due edizioni della coppa del Mondo di cricket (nel 1992 e 2015) e della Coppa del Mondo di rugby 2003.
Ha altresì ospitato gare internazionali di calcio e incontri di National Rugby League, la massima lega sportiva di rugby a 13 d'Australia.
Al 2020 è l'impianto interno della squadra della federazione crickettistica dell'Australia Meridionale e del club Adelaide Strikers; della formazione di football australiano dell'Adelaide F.C. e, in passato, ospitò gare dell'Adelaide Rams e del Sydney Roosters di rugby a 13.

## Storia

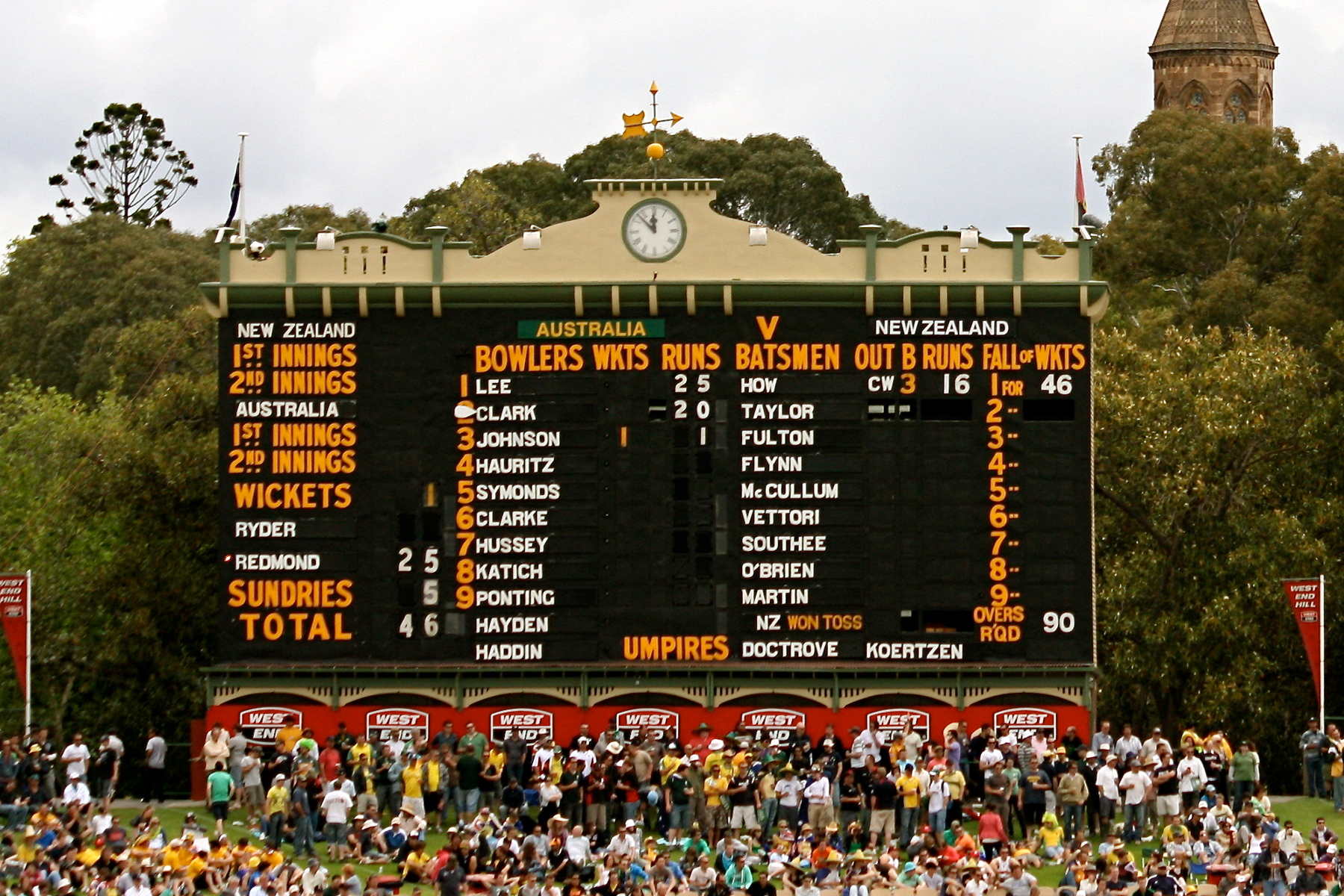
Lo storico tabellone segnapunti nel 2008 durante un test match di cricket tra Australia e Nuova Zelanda

Lo stadio fu costruito nel 1871 su una superficie totale di circa 12 acri (~50000 m²) nel settore settentrionale di Adelaide lungo la riva destra del fiume Torrens.
Edificato per venire incontro alle esigenze della neoistituita federazione crickettistica dell'Australia Meridionale, ospitò nel 1884 il suo primo test match di cricket, un incontro internazionale tra Australia e Inghilterra.
Già da 7 anni ospitava altresì gare di football australiano.
La zona divenne presto centro d'attrazione per il tempo libero, tanto che nel 1889, nelle immediate vicinanze dello stadio, fu inaugurato un ottovolante lungo circa 150 metri.
Nel 1911 fu costruito, a cura dell'architetto Kenneth Milne, un segnapunti per le gare di cricket che, malgrado il passare degli anni, non fu mai dismesso, tanto da essere tuttora utilizzato e da figurare dal 1986 nel registro dei beni culturali dello stato dell'Australia Meridionale.
Salvo rare eccezioni, gli appuntamenti cardine dello stadio hanno sempre riguardato le due citate discipline: dal 1877, infatti, e fino a tutto il 1973, l'Oval ospitò la finale della South Australian National Football League poi migrata al Football Park, e fin dalla sua origine è il terreno degli incontri interni della rappresentativa statale di cricket, soprannominata Southern Redbacks dal nome comune del ragno latrodectus hasselti, una vedova nera originaria dell'Australia Meridionale che presenta una striscia rossa sul dorso, a motivo del quale è chiamato in inglese redback spider.

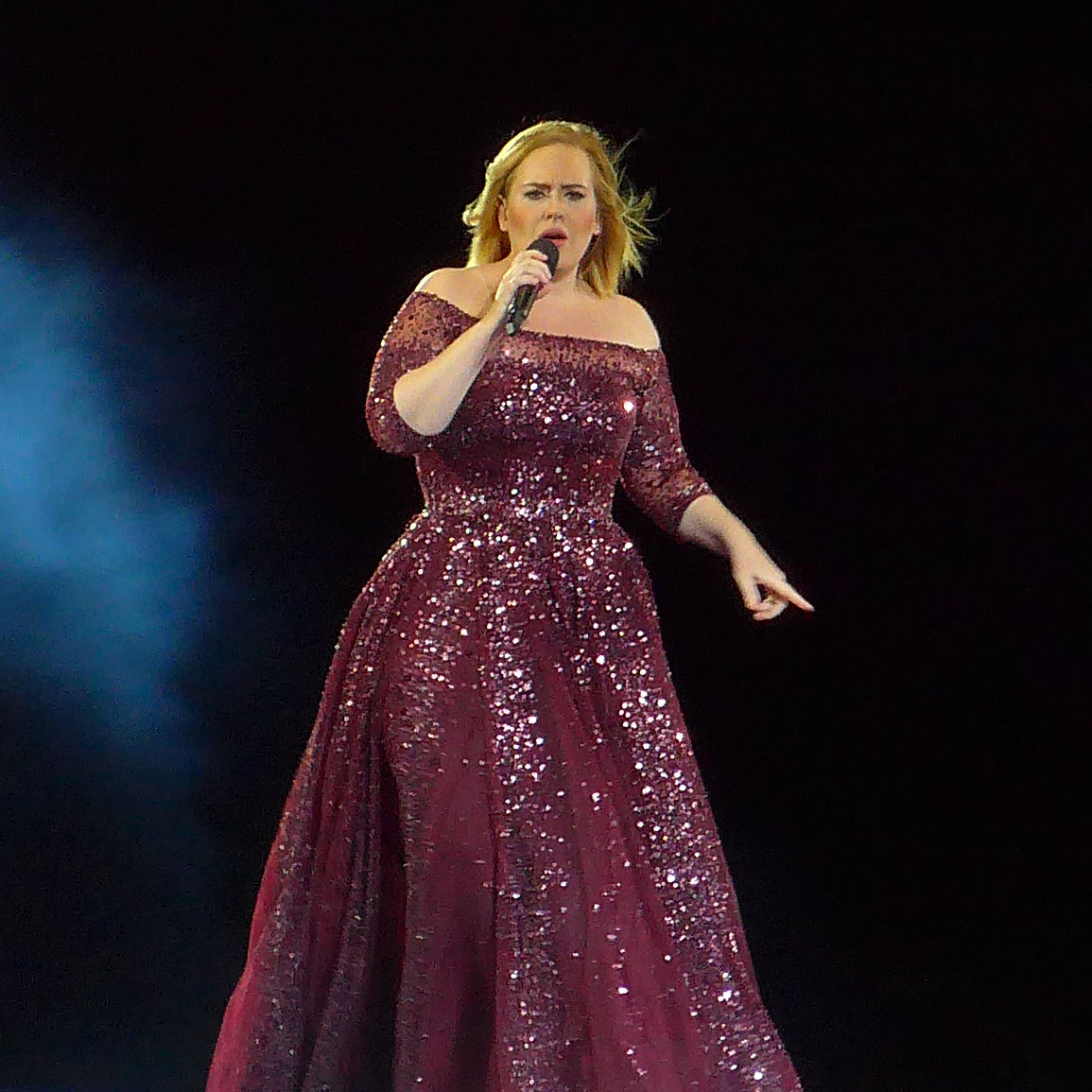
Adele in concerto all'Oval, 2017

Benché il calcio in Australia non abbia lo stesso livello di popolarità di altre discipline come le citate e il rugby, ciononostante già nel 1904 l'Oval ospitò un incontro di tale disciplina: il locale South Australian British Football Association batté 9-0 una squadra composta da membri dell'equipaggio della nave britannica Katoomba e, nel giugno 1951, fu sede di un incontro internazionale tra Inghilterra e Australia, terminato 13-1 per i primi.
Più recentemente, nel giugno 2011, l'Oval fu teatro della vittoria 3-0 dei Socceroos, la nazionale australiana di calcio, contro gli All Whites, rivali della Nuova Zelanda.
Relativamente scarsa anche la storia del rugby, pur essendo una disciplina in cui l'Australia vanta due titoli mondiali: tuttavia il primo incontro ivi tenutosi risale al luglio 1888, quando ancora la disciplina non si era scissa tra i due codici a 13 e a 15.
In tale occasione l'Inghilterra batté 28-3 una rappresentativa dell'Australia Meridionale.
Nel 1992 l'Oval fu uno degli stadi che accolse la quinta coppa del mondo di cricket, organizzata congiuntamente da Australia e Nuova Zelanda; l'impianto fu sede di tre incontri.
Nel nuovo millennio fu scelto anche come sede per alcune gare della Coppa del Mondo di rugby 2003: ospitò, nella fase a gironi, gli incontri tra Australia e Namibia (primo incontro internazionale assoluto di rugby e primo degli Wallabies in tale stadio) e tra Argentina e Irlanda.
Ancora nel 2015 fu di nuovo tra le sedi della Coppa del Mondo di cricket, con 4 incontri tra cui un quarto di finale tra Pakistan e Australia.
Dal 2009 l'Oval è in gestione a una società senza scopo di lucro, Adelaide Oval Stadium Management Authority, o Adelaide Oval SMA, costituita congiuntamente dalle federazioni statali di cricket e football australiano; dal 2014 ospita inoltre gli uffici di quest'ultima, laddove è dal XIX secolo che ospita quelli della federazione crickettistica.

### Usi non sportivi
Adelaide Oval, nel corso della sua lunga esistenza, ha svolto, e svolge ancora al 2020, la funzione di luogo all'aperto per concerti musicali.
Il primo artista di rilievo internazionale che ricevette fu David Bowie che nel 1978 ivi tenne il suo primo concerto in assoluto nell'emisfero australe, nell'ambito del tour Isolar II.
Tra quelli più noti, a seguire, Rod Stewart (Blondes Have More Fun Tour, 1979), di nuovo Bowie (Serious Moonlight Tour, 1983), Paul McCartney (The New World Tour, 1993).
In tempi più recenti si sono esibiti all'Oval i Rolling Stones (14 On Fire, 2014) e Adele (Adele Live 2016, 2017).

## Incontri internazionali di rilievo

### Calcio
| Arbitro: | Minoru Tōjō |

|                                      |           |  |
| Kennedy 10’, 59’ Troisi 90+3’ (rig.) | Marcatori |  |

### Rugby a 15
| Arbitro: | Joël Jutge |

| |    |  |
| Latham 2’, 9’, 24’, 39’, 74’ Lyons 6’ Mortlock 12’ Tuqiri 16’, 37’, 44’ tecnica 20’ Rogers 31’, 77’ Paul 32’ Giteau 42’, 50’, 54’ Grey 48’ Turinui 59’, 72’ Burke 65’ 80’ Roe | mt |  |
| Rogers 2’, 6’, 12’, 16’, 20’, 24’, 37’, 42’, 44’, 50’, 54’, 59’, 65’, 72’, 77’, 80’                                                                                           | tr |  |

| Arbitro: | André Watson |

|                         |      |                               |
|                         | mt   | 20’ A. Quinlan                |
|                         | tr   | 20’ Humphreys                 |
| Quesada 8’, 33’, 74’    | c.p. | 27’ Humphreys 61’, 66’ O’Gara |
| Quesada 28’ Corleto 57’ | drop |                               |